# Makwa Lake 129
Makwa Lake 129 är ett reservat i Kanada.   Det ligger i provinsen Saskatchewan, i den centrala delen av landet, 2 600 km väster om huvudstaden Ottawa.
I omgivningarna runt Makwa Lake 129 växer i huvudsak blandskog. Trakten runt Makwa Lake 129 är nära nog obefolkad, med mindre än två invånare per kvadratkilometer.